# 塔库冰川
塔库冰川（英語：Taku Glacier）是美国阿拉斯加州朱诺市县的潮汐冰川，位于塔库入江，面积386平方英里（1,000平方），长36英里（58）、厚4,845英尺（1,477），是全世界最深和最厚的高山温带冰川，最终注入塔库河。该冰川的大部分都在通加斯国家森林内。